# HD74494
HD74494 — хімічно пекулярна зоря спектрального класу A0, що має видиму зоряну величину в смузі V приблизно  8,9.
Вона  розташована на відстані близько 1052,1 світлових років від Сонця.

## Пекулярний хімічний склад
Зоряна атмосфера HD74494 має підвищений вміст 
Eu
.